# Utazás a Holdba (regény, 1836)
Az Utazás a Holdba Neÿ Ferenc (Pest, 1814. május 26. – Budapest, 1889. szeptember 11.) hírlapíró, színműíró 1836-ban megjelent, az egyik első magyar sci-fi írása. A regény folytatásban jelent meg a Rajzolatok a Társas Élet és Divatvilágból c. irodalmi divatlapban.

## Tartalma
A léghajóval a Holdba utazó magyar hősök gyönyörű (és szép írói mesterséggel megrajzolt) természeti környezetet és utópisztikusan jól szervezett államot találnak, ahol mindenki boldog (ez egyúttal a hazai környezet szatírája). A holdiak magyarul beszélnek, és időnként bolygóközi utazókat fogadnak. Az energiát villanyosság, rugalmasság és gőz szolgáltatja. A hősök a visszaút során sajnos minden bizonyítékot elveszítenek.